# COVID-19-Pandemie in Finnland

Bestätigte COVID-19-Fälle je 100.000 Einwohner nach Gesundheitsbezirk

Die COVID-19-Pandemie in Finnland tritt als regionales Teilgeschehen des weltweiten Ausbruchs der Atemwegserkrankung COVID-19 auf und beruht auf Infektionen mit dem Ende 2019 neu aufgetretenen Virus SARS-CoV-2 aus der Familie der Coronaviren. Die COVID-19-Pandemie breitet sich seit Dezember 2019 von China ausgehend aus. Ab dem 11. März 2020 stufte die Weltgesundheitsorganisation (WHO) das Ausbruchsgeschehen des neuartigen Coronavirus als Pandemie ein.
Der erste Fall einer Corona-Infektion in Finnland wurde Ende Januar 2020 gemeldet; der erste Todesfall im Zusammenhang mit COVID-19 wurde am 21. März bekannt.
Am 27. Januar 2021 0:00 Uhr schloss Finnland seine Grenzen für die meisten Reisenden aus dem Ausland; zunächst bis zum 25. Februar 2021. Gründe waren die hohe Infektionsrate in vielen anderen Ländern und die Sorge vor COVID-Mutationen.

## Verlauf
Am 27. Januar 2020 wurden nicht notwendige Reisen in die Provinz Hubei (China) verboten. Einen Tag später wurde der erste Fall bekanntgegeben: eine Chinesin aus Wuhan war in Ivalo positiv getestet worden. Einen Monat später, am 26. Februar, wurde der zweite Fall bekannt gegeben: eine aus der Lombardei zurückgekehrte Finnin.
In den folgenden Tagen stieg die Anzahl der Infizierten zunächst langsam an: im Bericht der Weltgesundheitsorganisation (WHO) vom 2. März wurden sechs Fälle angeführt, am 6. März zwölf und am 10. März 40 Fälle. Am 13. März 2020 wurden 109 Fälle gemeldet. Bis zum 16. März stieg diese Zahl auf 267 Fälle an.
Am 16. März wurde der Ausnahmezustand in Finnland erklärt. Unter anderem wurden folgenden Maßnahmen erlassen (vorerst bis zum 13. April):
- Vorbereitung von Grenzschließungen zu den Nachbarländern mit dem Aufruf, dass finnische Staatsbürger aus dem Ausland sofort zurückkehren sollten.
- Alle aus dem Ausland Einreisenden mussten für zwei Wochen in Quarantäne.
- Versammlungen mit über zehn Personen waren verboten.
- Schließung öffentlicher Einrichtungen, wie Theater, Museen, Bibliotheken und Schwimmbäder.
- Empfehlung an andere Einrichtungen, zum Beispiel religiöse Gemeinden, dies ebenfalls zu tun.
- Der Besuch von Krankenhäusern und Pflegeeinrichtungen wurde eingeschränkt.
- Ab dem 18. März waren alle Schulen geschlossen; Betreuung für Kinder, deren Eltern in kritischen Berufen arbeiten.
- Ebenfalls im März wurde der Personenverkehr der Eisenbahn nach Russland eingestellt.[10]

Am 17. März gab Viking Line bekannt, die Passagierverbindung zwischen Helsinki und Stockholm vom 18. März bis mindestens zum 13. April einzustellen.
Am 21. März wurde der erste Todesfall bekannt. Ein älterer Mensch starb in Uusimaa. An diesem Tag gab es nach Angaben der finnischen Behörden 521 Infektionsfälle. Schwerpunkt der Infektionen war damals Helsinki in Südfinnland.
Am 27. März beschloss das Parlament, die Grenzen zur Region Uusimaa ab Mitternacht zu schließen. Reisen von und nach Uusimaa ohne triftigen Grund sind verboten. In der Region, in der auch die Hauptstadt Helsinki liegt, leben 1,7 Millionen Menschen, ein Drittel der Einwohner Finnlands. Da dort die meisten bestätigten Fälle auftraten, erhoffte man sich eine verlangsamte Ausbreitung. Die Regelung sollte bis zum 19. April dauern, wurde aber am 15. April aufgehoben.
Ab Mai wurden die Maßnahmen schrittweise wieder aufgehoben. Bibliotheken dürfen seit dem 4. Mai wieder öffnen, seit Anfang Juni dürfen sich wieder bis zu 50 Personen treffen und seit Anfang Juli 500 Personen außerhalb von Gebäuden. Im Juli wurde außerdem damit begonnen die Einreisebeschränkungen wieder aufzuheben. Dies galt vor allem für Länder mit geringen Infektionsraten.
Aktuell (Stand: Ende Oktober 2020) gelten Einreisebeschränkungen.
Finnland gehört weltweit zu den Ländern, die die Corona-Pandemie am nachhaltigsten unter Kontrolle haben. Die Gründe sind vornehmlich frühzeitige Gegenmaßnahmen, eine Corona-App, die Behörden beim Tracking unterstützt und eine Kultur, in der die Menschen auf Distanz achten. Die Rate der an COVID-19 Verstorbenen lag bis zur 2. Welle im Herbst 2020 bei einem Fünftel der anderen Staaten der EU und ist bis April 2021 nahezu ein Zehntel geschrumpft.
Zum 18. Oktober 2021 wurde gestattet, den Personenverkehr der Eisenbahn nach Russland wieder aufzunehmen.

### Zahlen der Weltgesundheitsorganisation

Bestätigte Infizierte in Finnland nach Daten der WHO. Oben kumuliert, unten Tageswerte

Bestätigte Todesfälle in Finnland nach Daten der WHO. Oben kumuliert, unten Tageswerte

## Statistik